# Harriet Hunt
Harriet Hunt (ur. 4 lutego 1978 w Oksfordzie) – angielska szachistka, arcymistrzyni od 1999 roku, posiadaczka męskiego tytułu mistrza międzynarodowego.

## Kariera szachowa
W latach 1989–1991 pięciokrotnie zdobyła tytuły mistrzyni Wielkiej Brytanii juniorek w różnych kategoriach wiekowych. W 1991 roku podzieliła również I miejsce w mistrzostwach juniorów do lat 14. Pomiędzy 1995 a 1999 rokiem czterokrotnie triumfowała w mistrzostwach Wielkiej Brytanii kobiet. Od roku 1990 wielokrotnie reprezentowała swój kraj w mistrzostwach świata i Europy juniorek. W 1997 zdobyła w Żaganiu tytuł mistrzyni świata juniorek do lat 20. W roku 1998 zwyciężyła (przed swoim bratem, Adamem) w kołowym turnieju w Oksfordzie, w 2003 podzieliła III miejsce w Esbjergu, natomiast w 2004 zajęła III miejsce w Gausdal.
Od połowy lat 90. jest podstawową zawodniczką reprezentacji Anglii. W latach 1994–2004 sześciokrotnie wystąpiła w szachowych olimpiadach (w tym 3 razy na I szachownicy). Największy sukces osiągnęła w roku 1998 w Eliście, zdobywając indywidualny brązowy medal za wynik na II szachownicy. W swojej kolekcji posiada również 3 medale zdobyte podczas drużynowych mistrzostw Europy: złoty (1999, za indywidualny wynik na I szachownicy) oraz dwa brązowe (1997, 2001) zdobyte wraz z drużyną angielską.
Najwyższy ranking w dotychczasowej karierze osiągnęła 1 stycznia 2009 r., z wynikiem 2463 punktów zajmowała wówczas 27. miejsce na światowej liście FIDE.